# Alexis Landry
Pour les articles homonymes, voir Landry.
Alexis Landry (Grand-Pré, 1721-Caraquet 1798) était un commerçant acadien.

## Origines
Alexis Landry est né à Grand-Pré, aujourd'hui en Nouvelle-Écosse, en 1721. Son père était Jean Landry et sa mère était Claire Leblanc, sœur du notaire René Leblanc. Il fut baptisé le 25 août de la même année. Son parrain et sa marraine furent Pierre et Anne Leblanc.

## Fuite

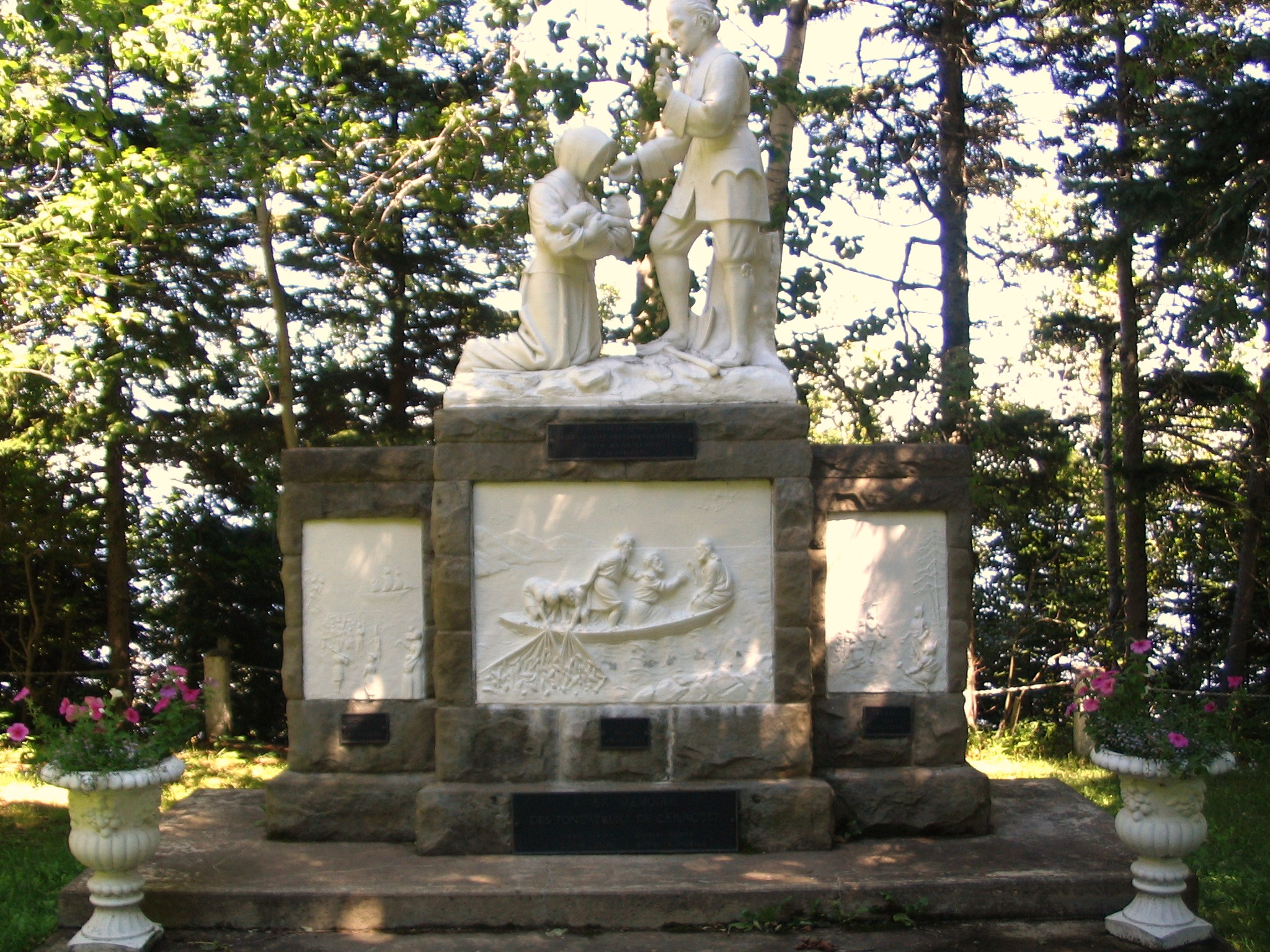
Alexis Landry ondoyant son neveu. Statue dédiée aux fondateurs de Caraquet

En 1743, âgé de vingt-deux ans et célibataire, il quitta Grand-Pré pour aller s’établir dans la seigneurie de Beaubassin, à Aulac. Il épousa Marie Therriot en 1745. Ils s'étaient connus plus tôt, à Grand-Pré. Marie était la veuve de Jean Cormier, avec lequel elle eut quatre enfants. Elle aura sept autres enfants avec Alexis, dont deux paires de jumeaux. D'après un recensement, il vivait en 1755 au Lac, près du fort Beauséjour, avec Marie, neuf fils et deux filles. La même année, il participa à la bataille de Fort Beauséjour. Après la capitulation du 16 juin aux mains de Monckton, lui et ses compatriotes durent quitter Aulac pour se réfugier au ruisseau des Malcontents, à Cocagne, où ils demeurèrent jusqu’à la fin de l’hiver. Au printemps 1756, Landry, accompagné de plusieurs autres Acadiens, prit le parti de se rendre plus au nord, à Miramichi, espérant y vivre de la chasse et de la pêche, et échapper aux incursions des soldats britanniques. Cependant, ils connurent un hiver terrible, marqué par la guerre, la famine et la peste ; entre 300 et 2000 Acadiens périrent, parmi lesquels cinq des enfants de Landry. Il est fort probable qu’au printemps de 1757, accompagné de trois familles, Landry se dirigea vers Caraquet, au lieu-dit de Sainte-Anne-du-Bocage. La date de leur arrivée ne nous est pas connue, mais le recensement de juillet 1761, effectué par Pierre Du Calvet, mentionne la présence de Landry à cet endroit. En octobre 1761, le capitaine Roderick MacKenzie mena un raid contre les établissements de la baie des Chaleurs. Ses prisonniers Acadiens devaient être amenés au fort Cumberland (ancien fort Beauséjour) mais, faute de place sur les bateaux, 157 furent laissés là, parmi lesquels se trouvaient Landry et sa famille. Peu de temps après, probablement par prudence, Landry quitta Caraquet pour Miscou et s’installa à l’endroit appelé maintenant Landrys River. On sait d'après un recensement qu'il vivait à Bonaventure en 1765.

## Retour à Caraquet
Au printemps de 1766, Landry retourna avec sa famille à Caraquet et, le 13 mars 1769, George Walker, magistrat de Népisiguit (Bathurst), lui permit officiellement de s’établir à l’endroit qu’il occupait en 1761, pourvu que ce terrain n’ait pas été concédé à d’autres. En 1784, Landry en recevra les titres officiels et, trois ans plus tard, le gouverneur Thomas Carleton lui concédera les prairies et platins situés le long de la rivière du Nord. Depuis 1766, Landry s’adonnait à un commerce florissant de marchandises importées obtenues de négociants de Népisiguit, de Bonaventure et de Paspébiac contre de la morue. Il se fit même, en 1775, constructeur maritime ; l’année suivante, il livra à la compagnie Walker de Népisiguit un brigantin destiné à une compagnie de Londres. Le 14 juillet 1794, Landry avait été nommé assesseur des taxes et commissaire des chemins pour la paroisse de Caraquet.

## Services religieux
Alexis Landry dirigeait des messes blanches, c'est-à-dire sans prêtre, pour la population de Caraquet. Les premiers missionnaires visitèrent la ville à partir de 1768, mais il n'y eut pas de prêtre résident du vivant d'Alexis. En 1791, Landry entreprit des démarches pour la construction d’une chapelle à Caraquet ; le missionnaire Joseph-Mathurin Bourg désirait qu’elle soit érigée près du cimetière, et le 10 juillet 1793 Landry céda officiellement un terrain à cette fin, à la condition que lui et ses héritiers aient l’usage gratuit d’un banc fermé de quatre places et que la fabrique assume le coût de son service dans cette chapelle et de son inhumation. Deux ans plus tard il écrivait à Pierre Denaut, coadjuteur de l’évêque de Québec, exprimant l’espoir que Mgr Hubert se souviendrait des gens de Caraquet et leur enverrait un prêtre résidant ; il mentionnait dans sa lettre qu’un feu avait détruit sa grange et une partie de son grain. De toute évidence, Landry s’occupait largement du bien spirituel de ses concitoyens puisqu’il suppléait le prêtre dans les fonctions du ministère pour les baptêmes, les mariages et les sépultures.

## Décès et héritage

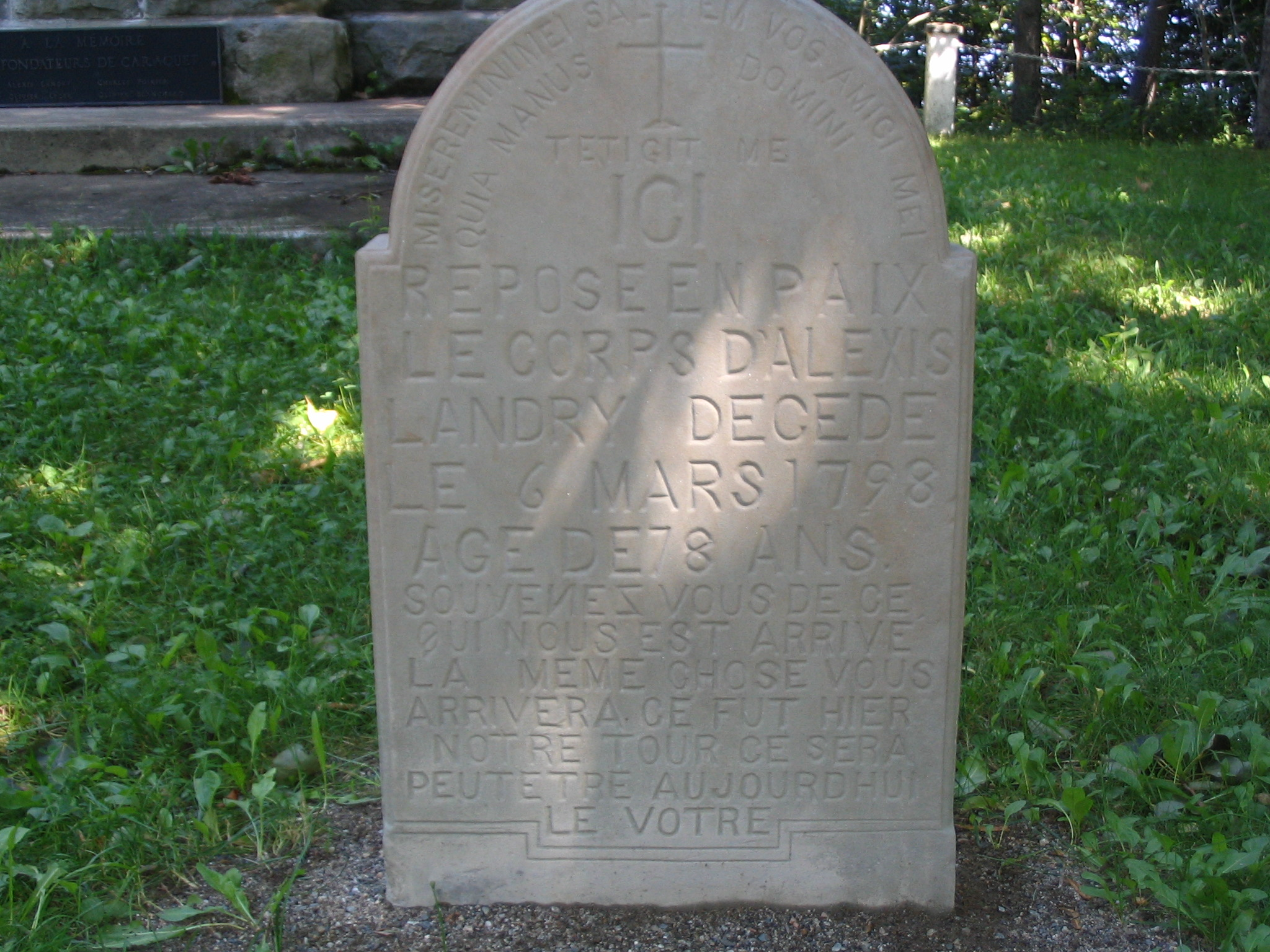
Sa pierre tombale.

Alexis Landry mourut à Caraquet le 6 mars 1798, à l'âge de 76 ans. Sa tombe se trouve dans le cimetière du Sanctuaire Sainte-Anne-du-Bocage. Il est l'un des rares survivants de la déportation des Acadiens dont nous connaissons le lieu exact de la sépulture. Depuis 1961, un monument surplombe sa tombe. Son petit-fils Simon Landry fonda le village de Grande-Anse en 1808. L'un de ses descendants, Antoine Landry, fut maire de Caraquet.
Alexis Landry fut le père d'au moins onze enfants:
| Nom                  | Naissance | Décès | Note                          |
| -------------------- | --------- | ----- | ----------------------------- |
| Joseph               |           |       | Marié à Marie Légère en 1789  |
| Pierre               |           |       | Marié à Marguerite Allain     |
| Anselme              |           |       | Marié à Marie Thérèse Brideau |
| Anne-Marie           |           |       | Mariée à Pierre Thibodeau     |
| Thadée               |           |       | Marié à Madeline Légère       |
| Rémi ou René         |           |       | Marié à Charlotte Douaron     |
| François             |           |       | Marié à Adélaïde Bourg        |
| Élie                 |           |       | Marié à Cécile Blanchard      |
| Agathe               |           |       | Mariée à Joseph Dugas         |
| Jean (Cormier)       |           |       | Marié à Anastasie Aucoin      |
| Alexis (Cormier)     |           |       | Marié à Élisabeth Gauthier    |
| Marguerite (Cormier) |           |       | Mariée à Charles Bujold       |
| Joseph (Cormier)     |           |       | Marié à Madeleine Savoie      |